# Lamprosema rubralis
Lamprosema rubralis là một loài bướm đêm trong họ Crambidae.